# Psychic Chasms
Psychic Chasms es el álbum debut de la banda estadounidense Neon Indian. Fue presentado el 13 de octubre de 2009.
Rhapsody lo clasificó en el lugar 17 de los mejores álbumes del 2009.

## Lista de canciones
| N.º   | Título                                                                                       | Duración |  |
| 1.    | «(Am)»                                                                                       | 0:25     |  |
| 2.    | «Deadbeat Summer» (basada en la canción Izzat Love? (1972) de Todd Rundgren)                 | 4:03     |  |
| 3.    | «Laughing Gas» (basada en la canción What a fool Believes de The Doobie Brothers)            | 1:43     |  |
| 4.    | «Terminally Chill» (basada en la canción You're so fine de La Bionda)                        | 3:33     |  |
| 5.    | «(If I Knew, I'd Tell You)»                                                                  | 0:47     |  |
| 6.    | «6669 (I Don't Know If You Know)»                                                            | 3:21     |  |
| 7.    | «Should Have Taken Acid with You»                                                            | 2:21     |  |
| 8.    | «Mind, Drips» (basada en la canción I Love You de La Bionda)                                 | 3:09     |  |
| 9.    | «Psychic Chasms» (basada en la canción Come on Closer (1983) de Pineapples)                  | 4:06     |  |
| 10.   | «Local Joke» (basada en la canción How About a Little Fanfare? (1972) de Todd Rundgren)      | 3:27     |  |
| 11.   | «Ephemeral Artery» (poco pero está basada en la canción Come on Closer (1983) de Pineapples) | 2:52     |  |
| 12.   | «7000 (Reprise)»                                                                             | 0:57     |  |
| 30:36 |                                                                                              |          |  |